# Zones foraines
Zones foraines (dt.: Waldzone) ist die Bezeichnung eines Stadtteils der Schweizer Stadt Lausanne. Er befindet sich im äussersten Norden der Stadt.
Der Stadtteil selbst ist wiederum in drei Teilbereiche (Sektoren) aufgeteilt. Es sind dies Les Râpes, Montheron und Vernand. Auf einer Fläche von 19,235 km² wohnten im Jahr 2008 rund 3'150 Einwohner.

## Lage
Die Zones foraines sind, gemessen an der Fläche, der mit Abstand grösste Stadtteil von Lausanne. Die drei Sektoren sind nicht wie alle anderen mit Grenzen abgegrenzt, sondern nur ungefähr nach Region aufgeteilt. Die meiste Fläche besteht aus Wald.

## Öffentliche Verkehrsmittel
Die Buslinien 60 und 62 der Transports publics de la région lausannoise verbinden einen kleinen Teil des Gebiets mit der Stadt. 

## Bauwerke und Sehenswürdigkeiten
Die grosse Fläche von Wald wird, vor allem am Wochenende, zur Erholung genutzt. Da das Naherholungsgebiet Sauvabelin eher touristisch ausgerichtet und im Verhältnis deutlich kleiner ist (weniger als ein Zehntel der Fläche im Vergleich), finden sich hier oft Wanderer ein.